# Dehaasia kwangtungensis
Dehaasia kwangtungensis Kosterm. – gatunek rośliny z rodziny wawrzynowatych (Lauraceae Juss.). Występuje naturalnie w południowych Chinach – w prowincji Guangdong.

## Morfologia
PokrójZimozielone małe drzewo dorastające do 6 m wysokości.
LiścieMają eliptyczny kształt. Mierzą 5–10 cm długości oraz 2,5–4,5 cm szerokości. Blaszka liściowa jest o spiczastym wierzchołku.
KwiatySą zebrane w nieco rozgałęzione wiechy o długości 2,5–6 cm długości.
Gatunki podobneRoślina jest podobna do gatunku D. incrassata, lecz osiąga od niego mniejsze rozmiary. Ponadto różni się liśćmi oraz kwiatostanami.

## Biologia i ekologia
Kwitnie od marca do czerwca, natomiast owoce dojrzewają od lipca do października.